# Christi Geburt (Köln)

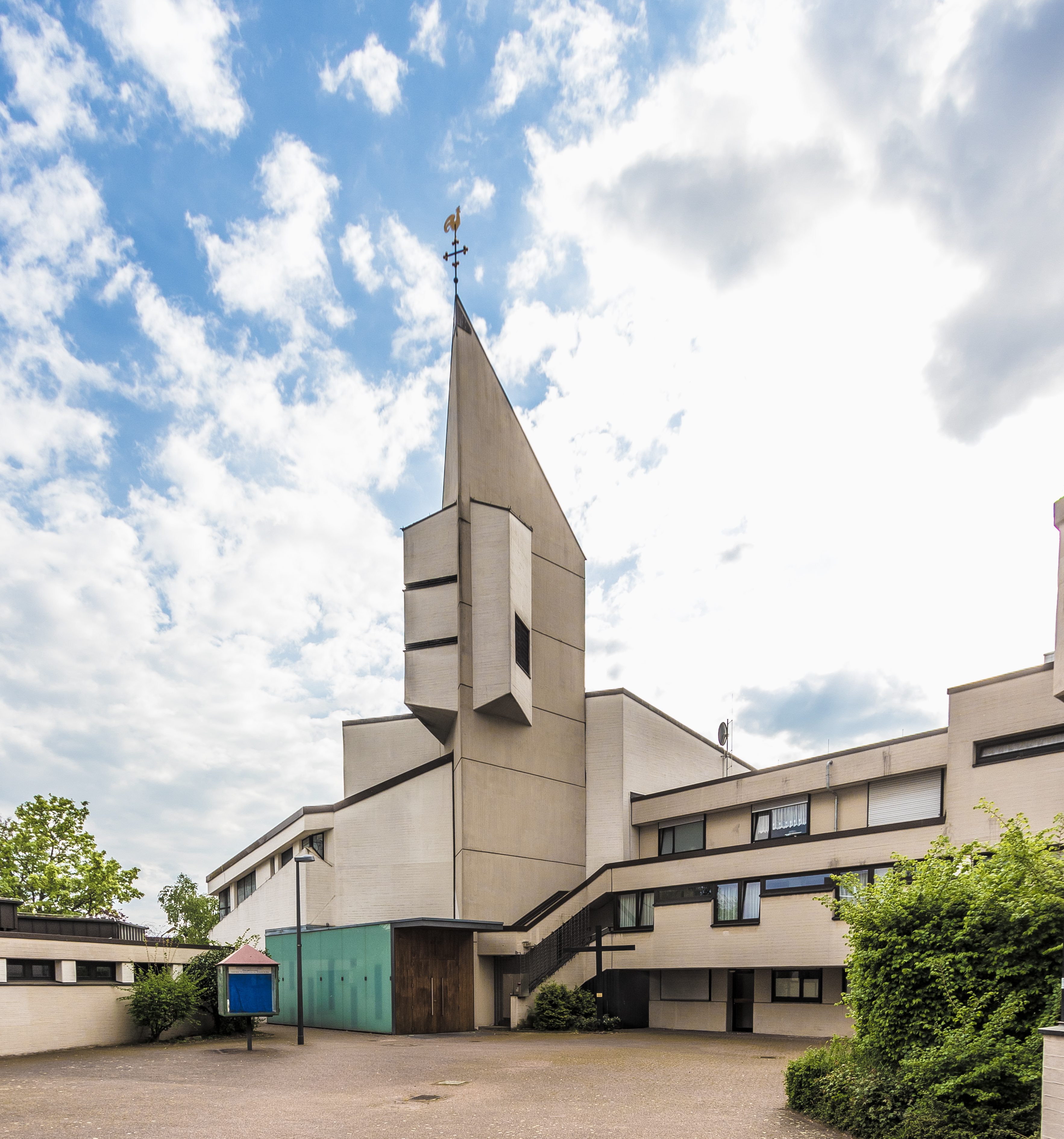
Außenansicht vom Innenhof aus

Christi Geburt ist eine katholische Pfarrkirche im Kölner Stadtteil Bocklemünd/Mengenich, die in den Jahren 1969 bis 1971 nach Plänen des Architekten Eduard Frieling erbaut und im September 1972 geweiht wurde. Die Kirche ist der Geburt Christi gewidmet, ein in Deutschland wohl einmaliges Patrozinium für eine katholische Kirche.

## Vorgeschichte und Bau
Seit Mitte der 1960er Jahre entstand im Westen von Köln die Großsiedlung Bocklemünd/Mengenich, in der Wohnraum für rund 10.000 Menschen vorgesehen war. Das Erzbistum erwarb ein zentrales Grundstück mit – vergleichsweise kleinen – 4000 m2 für eine Kirche mit Pfarrzentrum und begann 1966 mit den konkreten Planungen und einem Architekturwettbewerb, aus dem der Entwurf des Hamburger Architekten Frieling als Sieger hervorging.
Vom ersten Spatenstich im September 1968 bis zum eigentlichen Baubeginn im Januar 1969 wurde ein schwarzes Holzkreuz auf der Baustelle platziert, das bis in die Gegenwart vor der Kirche steht. Am 30. März 1969 wurde der Grundstein gelegt. Der erste Bauabschnitt umfasste Kirche, Priesterhaus und Schwesternwohnungen, für die am 5. September 1969 Richtfest gefeiert wurde. Ab dem 4. April 1971 konnte die Kirche für Gottesdienste genutzt werden, und am 3. September 1972 nahm Joseph Kardinal Höffner die Weihe von Christi Geburt vor.

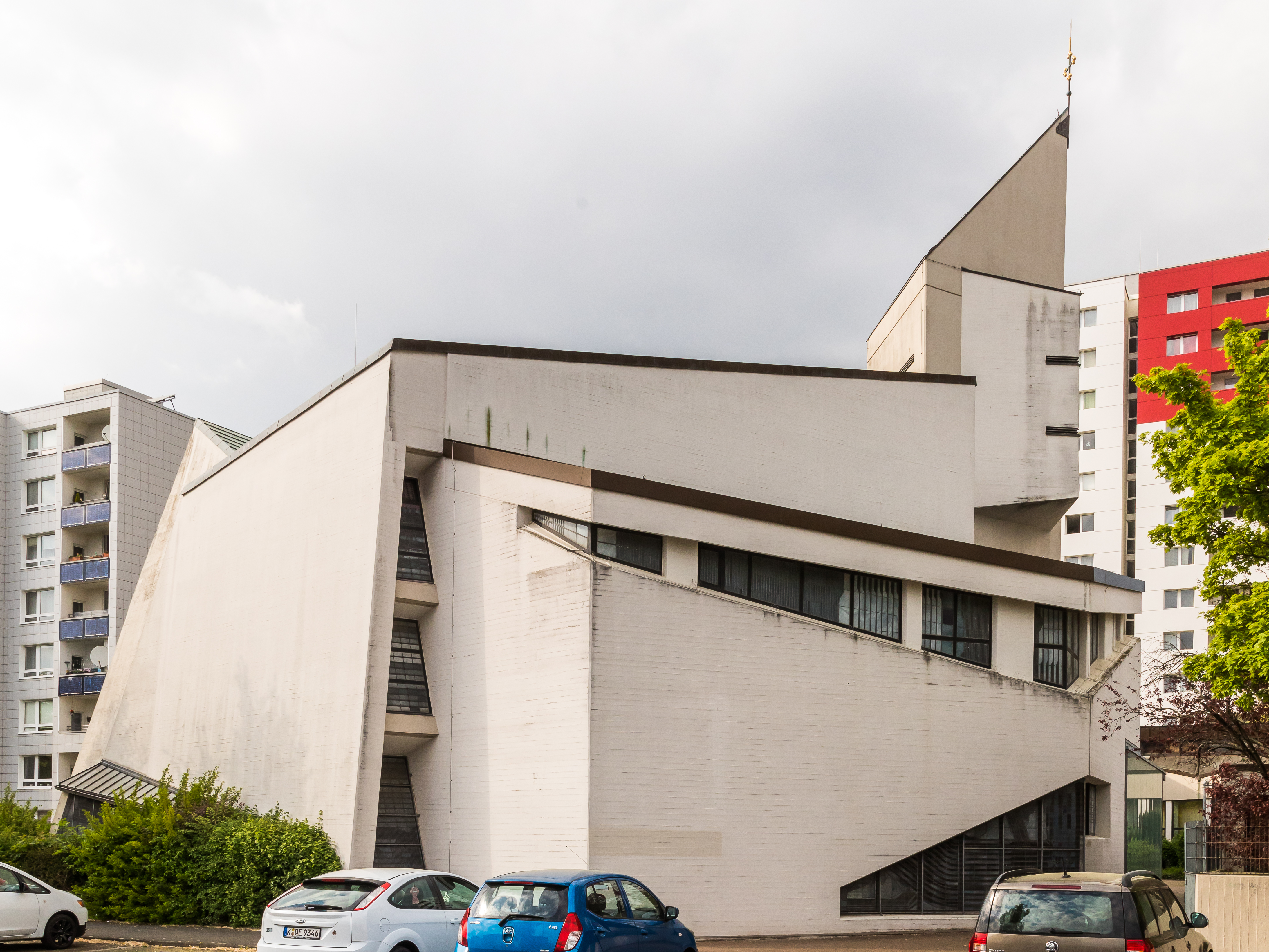
Ansicht von Süden

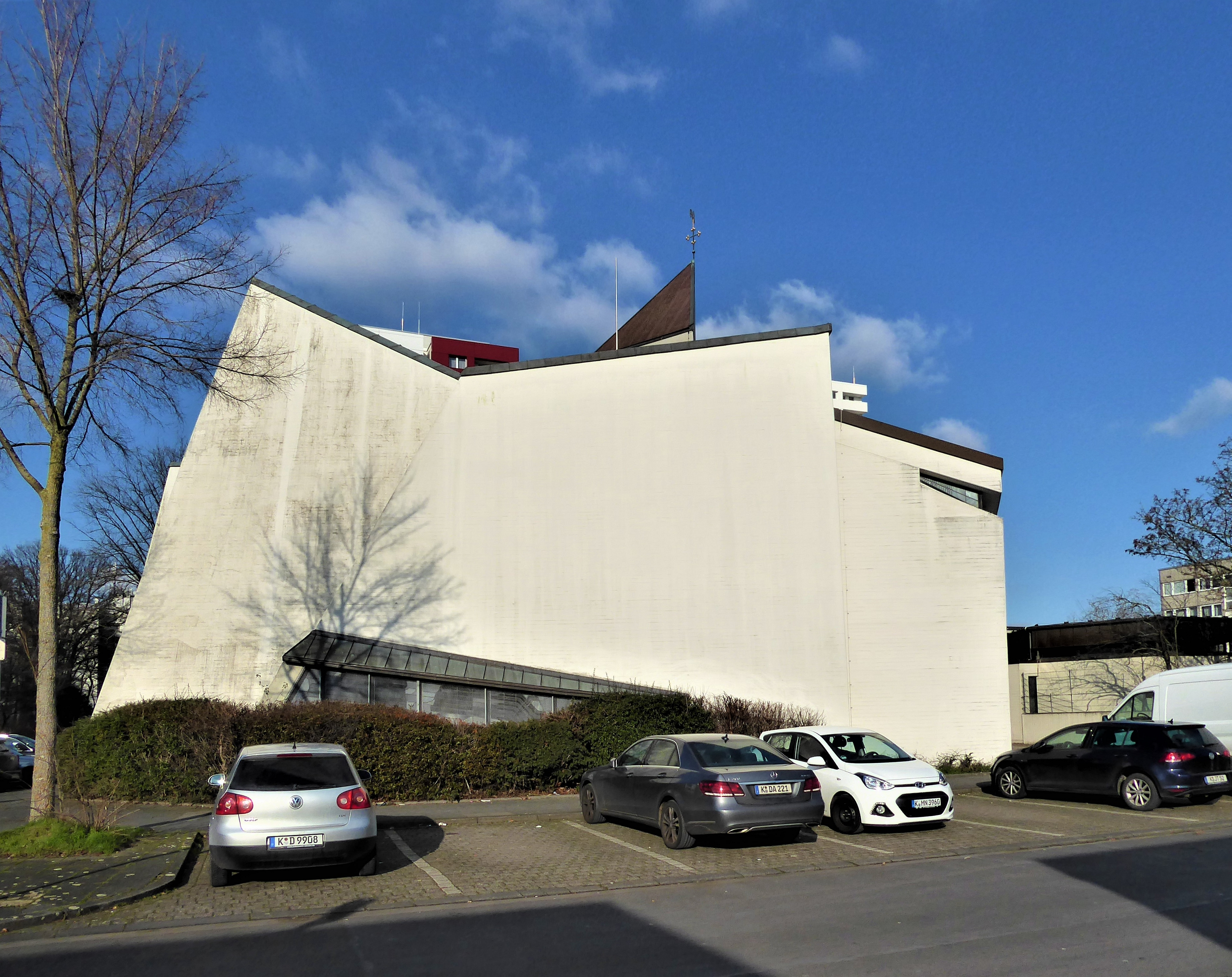
Ansicht von Südwesten

In den Folgejahren wurde die Ausstattung der Kirche durch eine Orgel (1976) und einen Kreuzweg (1979/1980) ergänzt.
Ein Vorraum nach Plänen des Kölner Architekten Johannes Schilling wurde 2002 an das Gebäude angefügt.

## Baubeschreibung
Kirche und die umgebenden Pfarrbauten sowie eine Kindertagesstätte stehen leicht erhöht zur Straßenebene und gruppieren sich um einen Innenhof, dessen Hauptzugang sich zu einer Fußgängerzone hin öffnet. Optischer Mittelpunkt dieses Ensembles ist die Kirche mit ihren vielzackigen und gefalteten Flächen ohne rechte Winkel, aus denen sich der dreieckige Turm zur Innenseite des Hofs hin hoch aufrichtet. Insgesamt ist die Anlage jedoch gegenüber den benachbarten Wohnhochhäusern zurückhaltend in ihren Ausmaßen.
Der eigentliche Kirchenraum steht auf einem Grundriss in Form eines Fünfecks, an dessen gezackter Spitze sich der Altar befindet. Seitlich wird die Grundform erweitert durch eine Kapelle, über der sich eine Empore spannt. Der Boden senkt sich zum Altar etwas ab, wodurch die Dynamik der diagonalen Raumlinien noch verstärkt wird. Der durch drei Stufen wieder angehobene Altarbereich aus weißem Marmor grenzt sich von Material und Farbe her vom restlichen Raum ab. Die mit einem großen Wandgemälde versehene Altarrückwand bildet einen schrägen, sich nach oben verbreiternden Schacht, der von oben indirektes Licht in den Altarraum bringt.

## Ausstattung

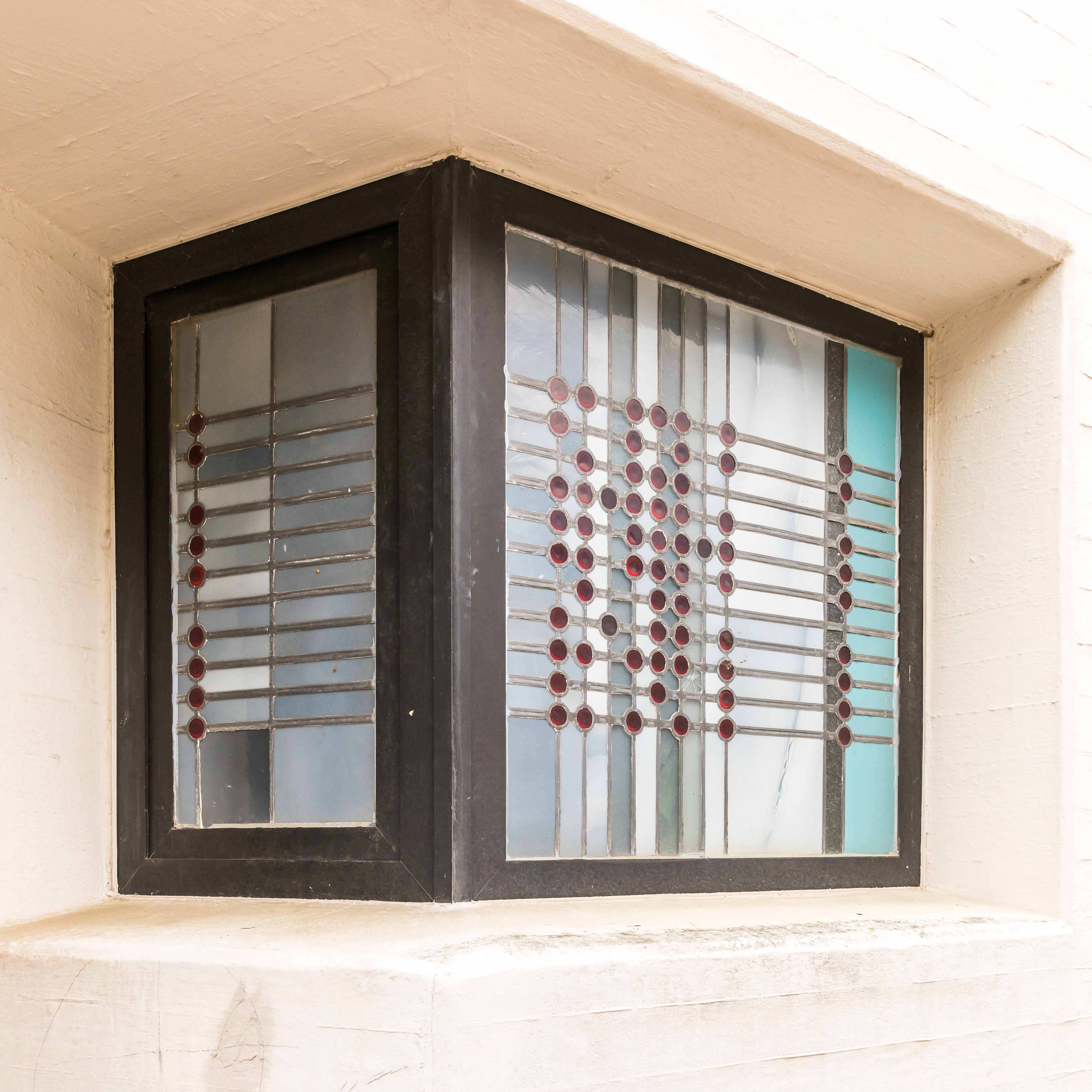
Fenster von außen

Die Fensterflächen von Ludwig Schaffrath sind ebenso asymmetrisch wie die Wandflächen des Gesamtbaus. Die zwei schmalen Seitenfenster, durch die das meiste Licht eindringt, wurden in einer fast farblosen Bleiverglasung ausgeführt. Bei den freien Kompositionen der Marienkapelle und des Südfensters dominieren Blautöne.
Der Bildhauer Sepp Hürten entwarf 1971 die zentralen Ausstattungsstücke Altar, Ambo, Tabernakel und Taufbecken aus weißem Marmor. Ebenfalls von Hürten stammen das Ewige Licht, das Altarkreuz und der Altarleuchter. Ein Betonrelief von Klaus-Heinz Monecke bricht an einer Seite die Wandflächen auf. Hinzu kommen eine freskenartige Wandmalerei mit Motiven aus dem Neuen Testament von Hermann Gottfried und der vom selben Künstler ausgeführte Kreuzweg.
Zwei Skulpturen vervollständigen die Ausstattung: Eine spätbarocke Holzmadonna in der Beichtkapelle stammt aus dem 18. Jahrhundert. 1984 kam eine neue, „barockisierende“ Holzskulptur des Josef von Nazaret dazu.
Die zweimanualige Orgel mit 21 Registern wurde 1976 von Orgelbau Romanus Seifert & Sohn gefertigt; der Prospekt aus Eichenholz korrespondiert in seinen asymmetrischen Formen mit der Architektur.
Das Geläut der Glockengießerei Petit & Gebr. Edelbrock im Turm von Christi Geburt bestand zunächst aus drei 1970 gegossenen Glocken; 1983 kam eine vierte, die größte hinzu.
| Glocke | Name     | Durchmesser | Masse  | Schlagton (HT-1/16) | Inschrift |
| ------ | -------- | ----------- | ------ | ------------------- | --- |
| 1      | Johannes | 1103 mm0    | 850 kg | ges′-4              | S T. J O H A N N E S – GOTT IST DIE LIEBE (1.Joh. 4,8) – 1983                                                                   |
| 2      | Christus | 982 mm      | 550 kg | as′-3               | + C H R I S T U S – AUF IHN SOLLT IHR HÖREN (Mt. 17,5) – 1970                                                                   |
| 3      | Maria    | 817 mm      | 340 kg | ces″-3              | + M A R I A – TUT, WAS ER EUCH SAGT. (Joh. 2,5) – 1970                                                                          |
| 4      | Petrus   | 726 mm      | 250 kg | des″-3              | + P E T R U S – ICH HABE FÜR DICH GEBETET, DASS DEIN GLAUBE NICHT WANKE! 0 STÄRKE DU DEREINST DEINE BRÜDER. (LK. 22, 32) – 1970 |